# Vernerův mlýn
Vernerův mlýn v Brlohu v Lounech je vodní mlýn, který stojí severně od obce na Smolnickém potoce. Je chráněn jako nemovitá kulturní památka České republiky.

## Historie
Mlýn pochází z první poloviny 17. století, na přelomu 18. a 19. století byl modernizován.

## Popis
Pozdně barokní mlýn tvoří obytná budova s mlýnicí, stáje, hospodářské budovy, brány a náhon. Pětipodlažní část obsahuje kompletně dochovaný mlecí provoz, vodní kolo na vrchní vodu i doplňkový pohon - spalovací motor L&K.
Hlavní budova se stylově čistou empírovou fasádou je členěna na dvě části: levá, dvoupodlažní část sloužila administrativním a bytovým účelům, pravá pětipodlažní obsahuje vlastní mlecí provoz.
Jedná se o mlýn s jedním vodním kolem na svrchní vodu a s uměleckým složením. Mlýnský provoz je zcela zachovaný, dochovala se také výroba elektrické energie. Voda na vodní kolo vedla náhonem přes stavidlo a vantroky a přes odtokový kanál se vracela zpět do potoka.
Mlýn má dochované technologické vybavení od výrobců Jan Prokopec Praha Král. Vinohrady, Friedrich Wegmann Vídeň a Zürich, Gabriel Žižka Praha Vinohrady a Prager Maschinenbau Actien-Gesellschaft. Dochoval se také naftový motor od výrobce Laurin & Klement Mladá Boleslav, systém Brons. V roce 1930 zde bylo 1 kolo na svrchní vodu (průtok 0,097 m³/s, spád 5,47 m, výkon 4,6 k).
V roce 2009 zde byla odhalena pamětní deska hudebnímu skladateli Václavu Janu Kopřivovi, který se ve mlýně narodil.